# 2K11

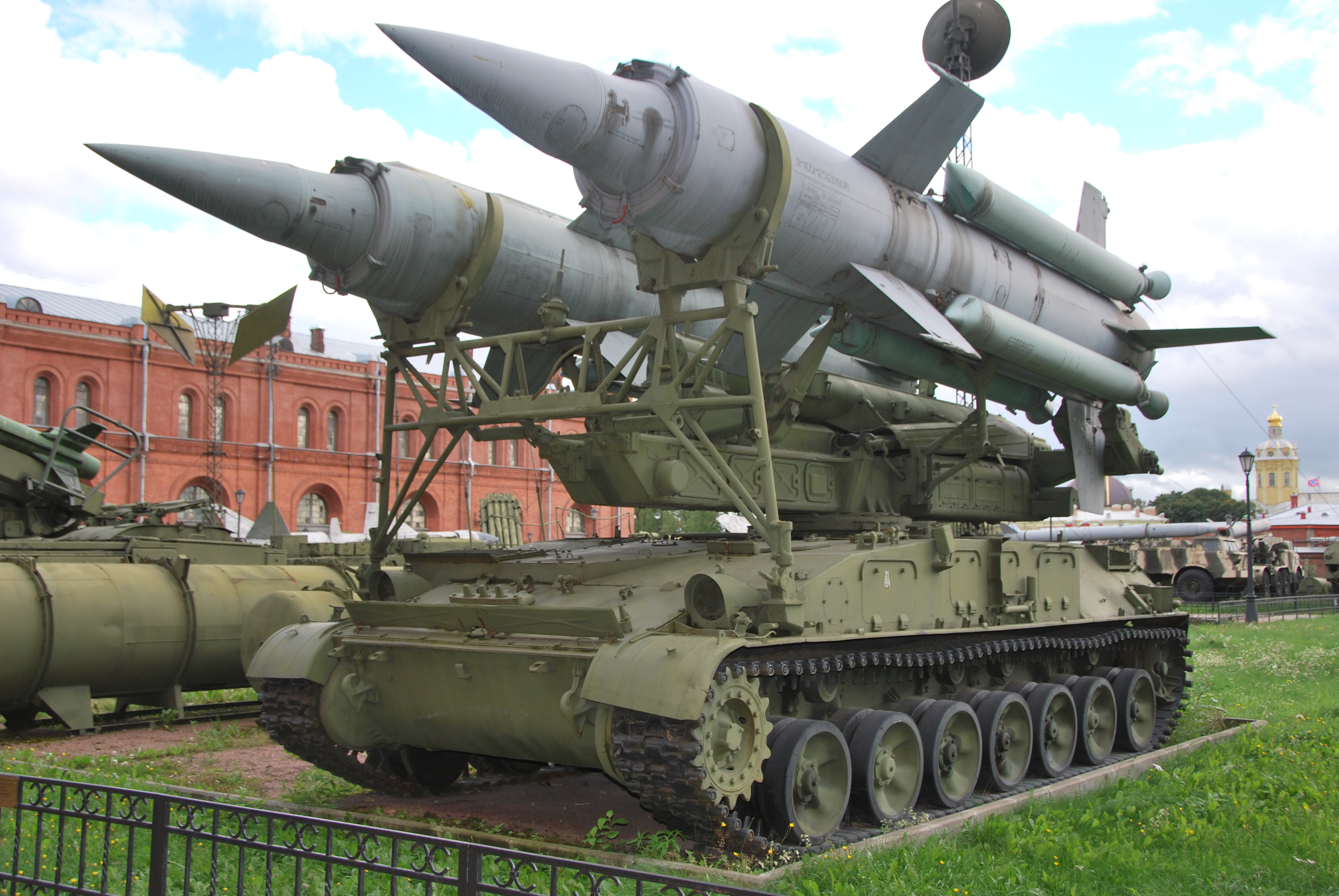
2K11
2P24 TEL（Transporter erector launcher：輸送起立発射機）に搭載された9M8ミサイル

2K11 クルーグ（ロシア語: 2К11 Круг：「円盤」の意）は、ソビエト連邦の高・中高度地対空ミサイルである。
NATOコードネームはSA-4 Ganef（ガネフ、もしくは ガーネフ：泥棒、もしくは「悪党」の意）。

## 概要
1957年11月に配備が開始されたS-75「ドヴィナ」対空ミサイル・システム（NATOコードネーム：SA-2「ガイドライン」）の後継として、1958年2月15日付のソ連共産党中央委員会並びにソ連閣僚会議決定で開発が下令された。1964年5月のモスクワでの軍事パレードで存在が明らかになった。1965年には部隊配備が開始されている。
なお、2K11をもとに長射程の艦対空ミサイルを開発する計画があった。このミサイルはM-31と呼ばれ、原子力推進の1126型巡洋艦に搭載される計画であった。しかしながら、技術的に達成不可能な能力を要求されたために、1126型巡洋艦の計画は中止され、これに伴ってM-31の開発も中止された。

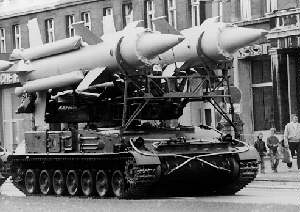
2K11

ソビエト/ロシアを始め大半の運用国から1990年代より段階的に退役しているが、改良された型が2000年代でも一部の国で運用されている他、ロシアではミサイルを実弾標的に改装したものが9M316M Virazhの名称で訓練弾射撃システムとして現在でも用いられている。

## 構成
2K11は以下の装置により構成される。

### レーダー及び指揮管制車
• 1S12 捜索警戒レーダー車
P-40 対空レーダー（NATOコードネーム“ロングトラック（Long Track）”）を搭載し、防空担当空域の監視と射撃目標の選定を行い、最大探知範囲は距離約180 km、高度は12,000 m。
 • 1RL132 高度測定レーダー車
PRV–9 高度測定レーダー（NATOコードネーム“シンスキン（Thin Skin）”）を用いてP-40により発見された目標の高度を算定し、最大測定可能範囲は200-300 km。2軸4輪のトレーラーに搭載され、主にKrAZ-214 6輪トラックによって牽引された。1960年代以降はレーダーを改良型のPRV-16（NATOコードネームは“シンスキンB”）とし、KrAZ-255Bトラックに搭載する方式に変更している。
 • 9S44 クラブK-1 指揮管制車
システム全体の指揮・管制車両。1981年には改良型の9S468M-1 ポラナD-1に更新された。

### 射撃ユニット
• 1S32 ミサイル追尾レーダー/射撃統制車（NATOコードネーム“パットハンド（Pat Hand）”）
3M8ミサイルの追尾と誘導を担当。レーダーの最大有効範囲は約130 km。
 • 2P24 起倒式自走発射機（TEL）
3M8ミサイル2本体と、それらの連装発射装置を搭載。
 • 2T6 予備弾運搬/装填車
3M8ミサイルの即用予備弾1発と2P24への装填装置を搭載。

### 支援車両
• 9T25 予備弾運搬車
3M8ミサイルの予備弾1発をZil-157KVトラクターと2軸4輪セミトレーラーによって運搬。ミサイルは長距離移動時は密封コンテナに収納されて搭載される。
 • 9T31 クレーン車
9T25より2T6に、また保管状態のミサイルを9T25に移送するためのクレーン車。
その他、燃料輸送車や圧縮空気コンプレッサー車、整備支援車などが編成に組み込まれている。
TEL及び1S32レーダー車は“オブィエクト123（ロシア語: Объект 123）”共通装軌車両シャーシを使用しており、これは2S4 自走迫撃砲、2S5 自走カノン砲などと共通の車体となっている。1S12レーダー車はAT-T装軌式火砲牽引車を改造したものである。2T6、9T31をはじめ支援車両にはウラル-375Dトラックが用いられている。
9M8ミサイルは、ラムジェットエンジン搭載の大型ミサイルに四本の固体燃料式の補助ブースターを取り付けた固体ロケット・ラムジェット統合推進を採用している。最大射程55キロメートル、最大射高24,500メートル、飛翔速度1,100メートル毎秒である。発射装置は2基のミサイルを搭載し、左右は全周に旋回可能で、俯仰角は0-70度となっている。

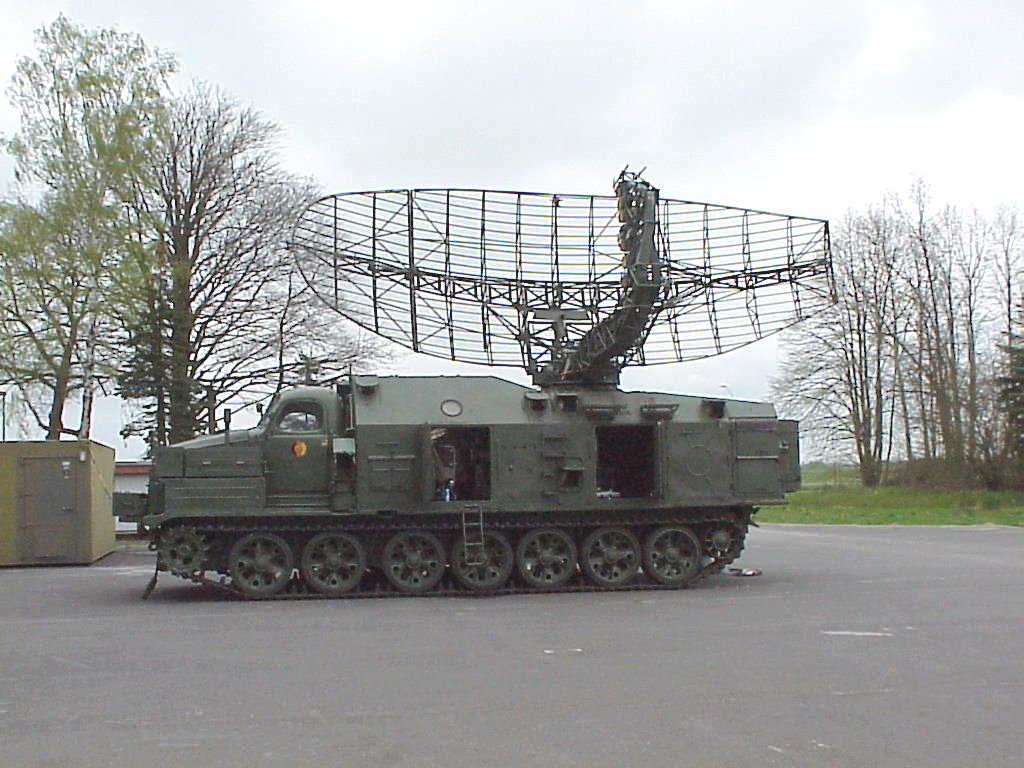
1S12 捜索警戒レーダー車
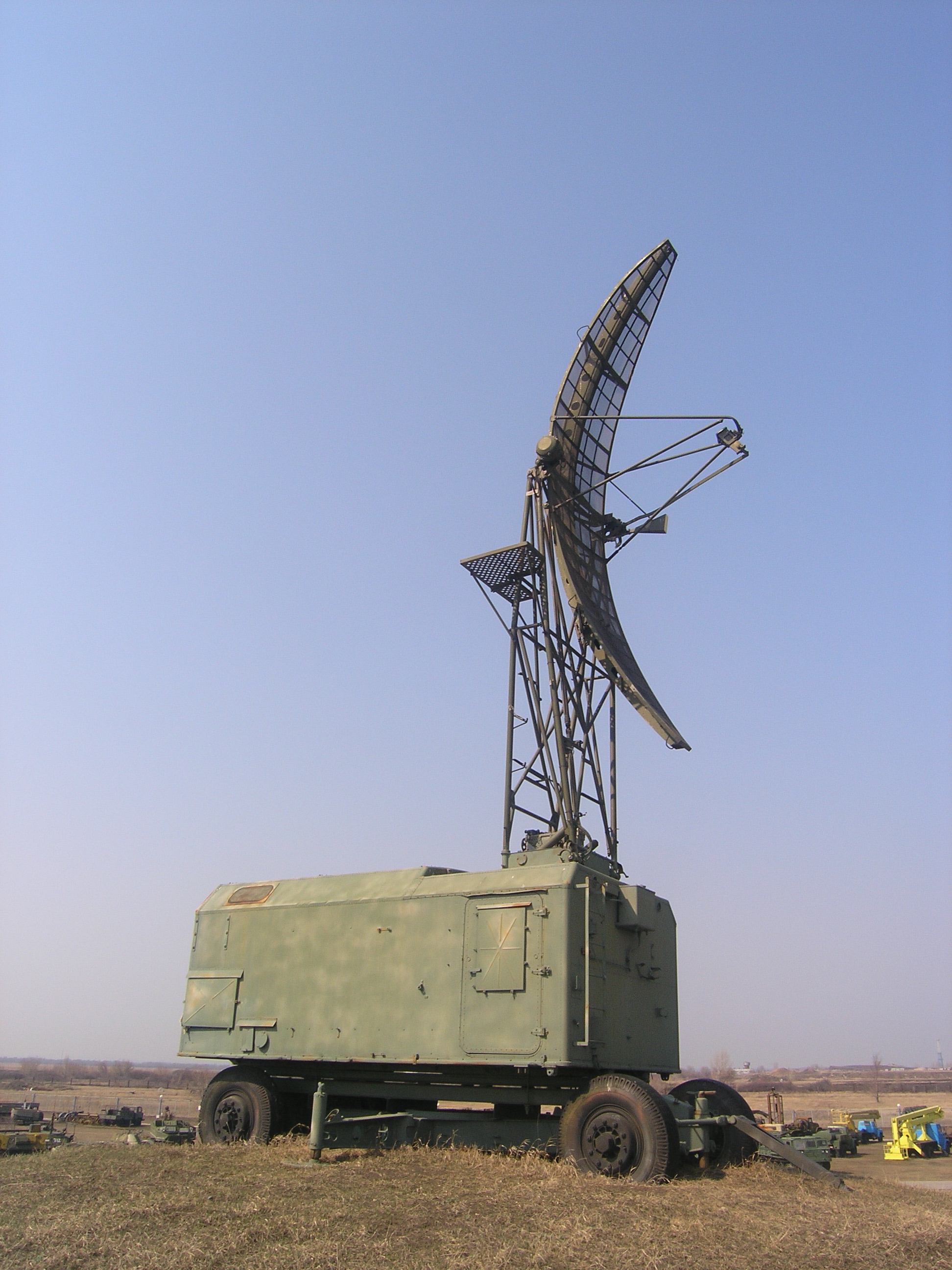
PRV–9 高度測定レーダー
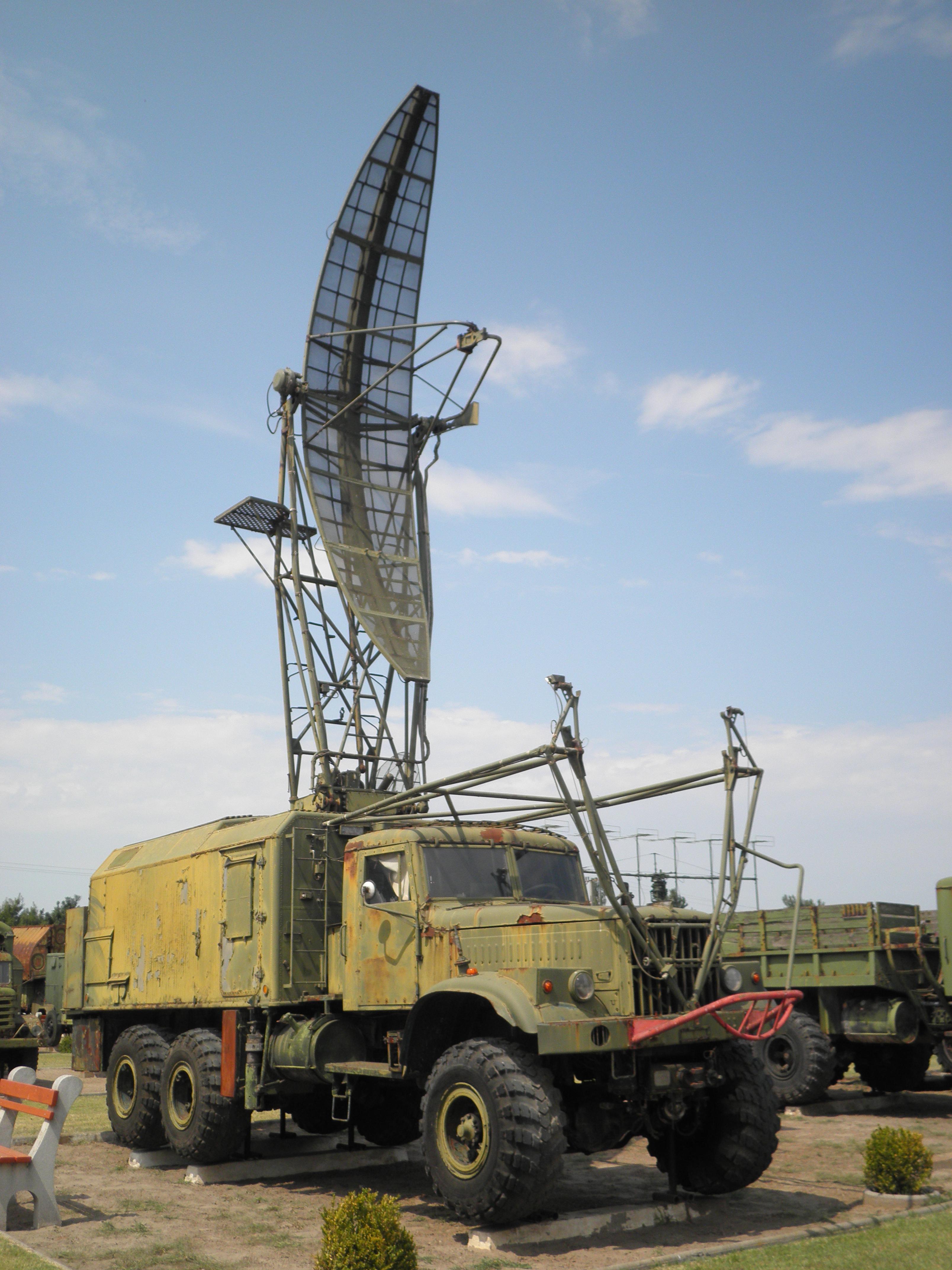
レーダーをPRV-9よりPRV-16に変更した1RL132 高度測定レーダー車
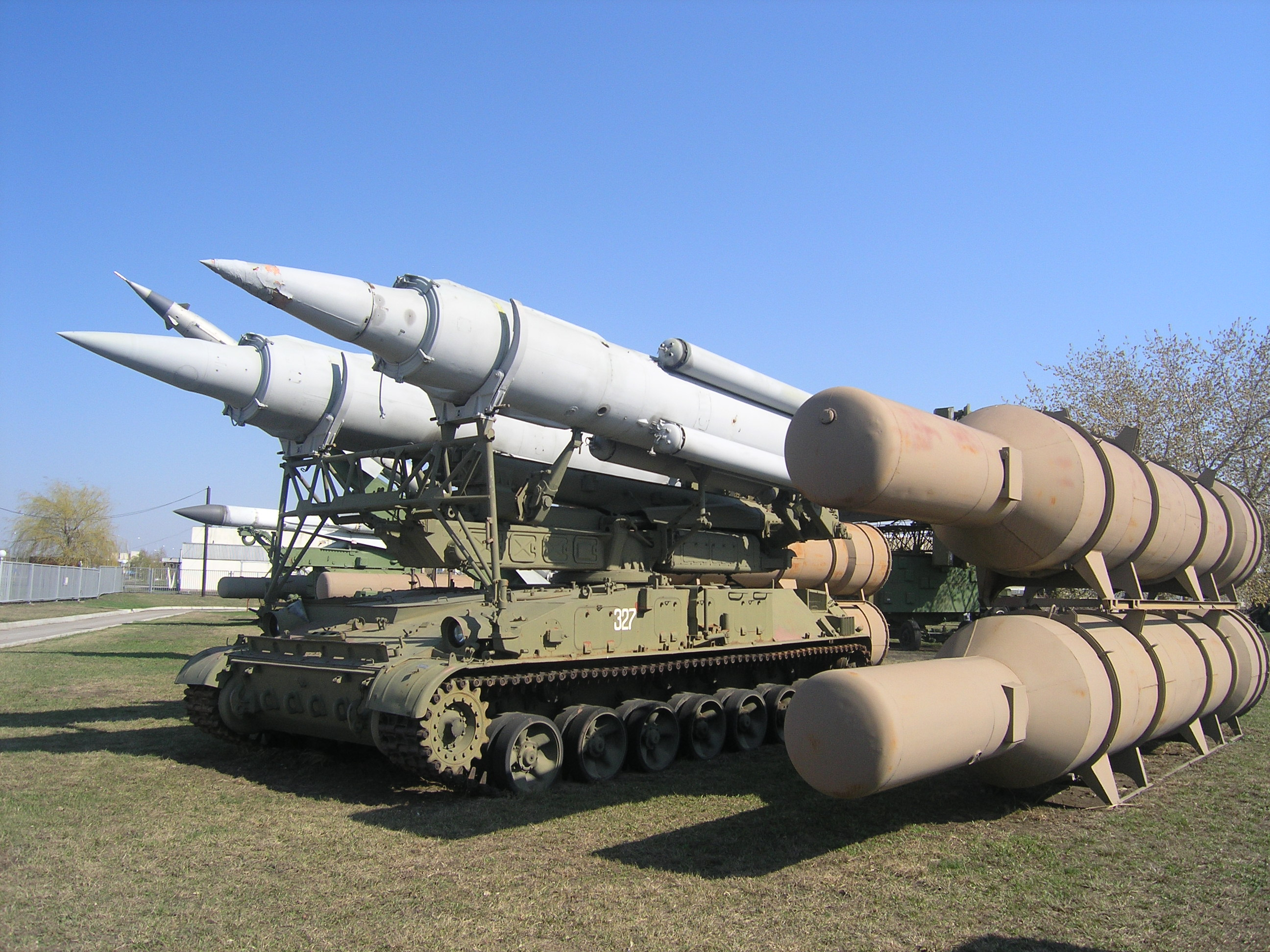
2P24 TEL車両と9M8ミサイルの密封式輸送／保管コンテナ
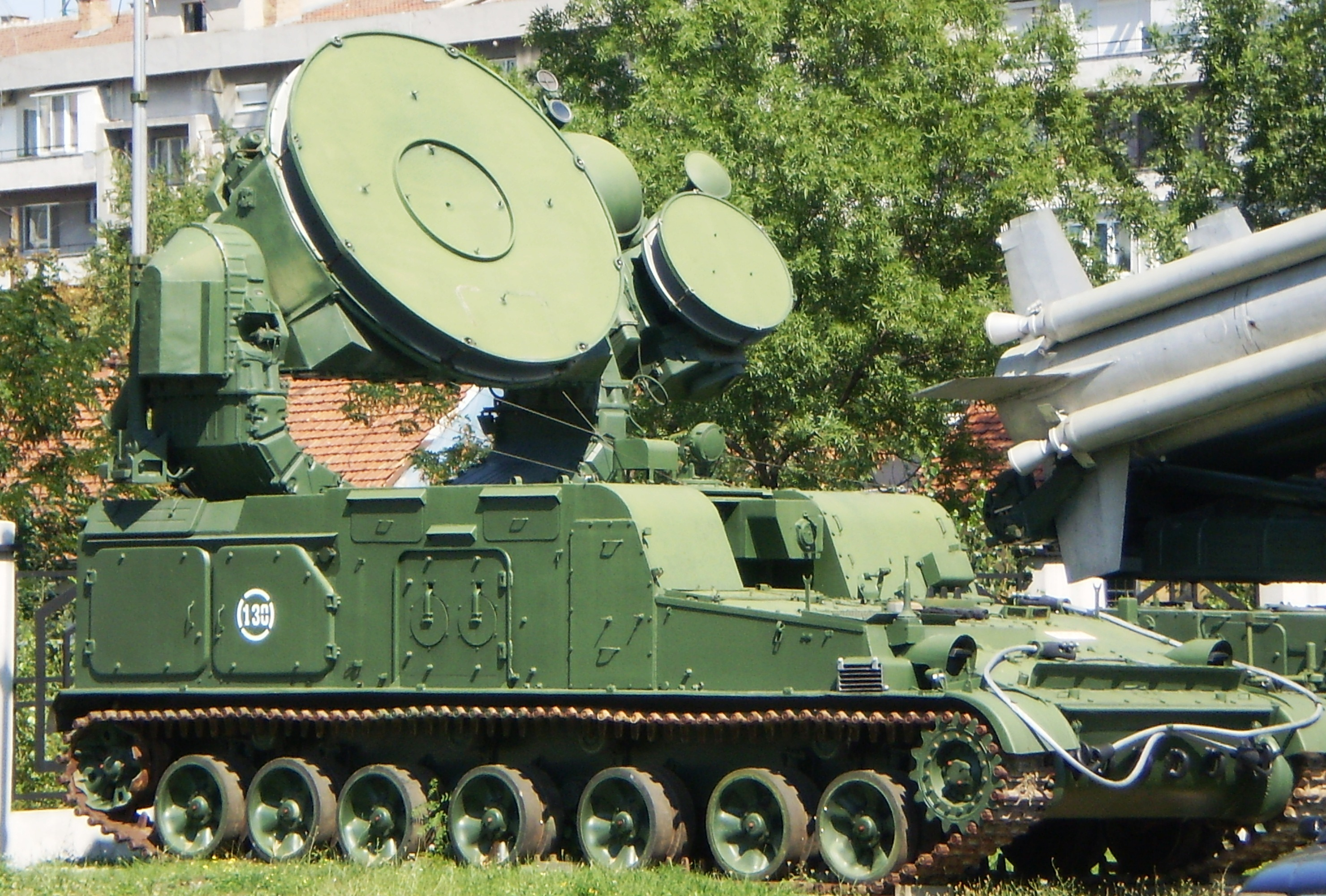
1S32 追尾レーダー車
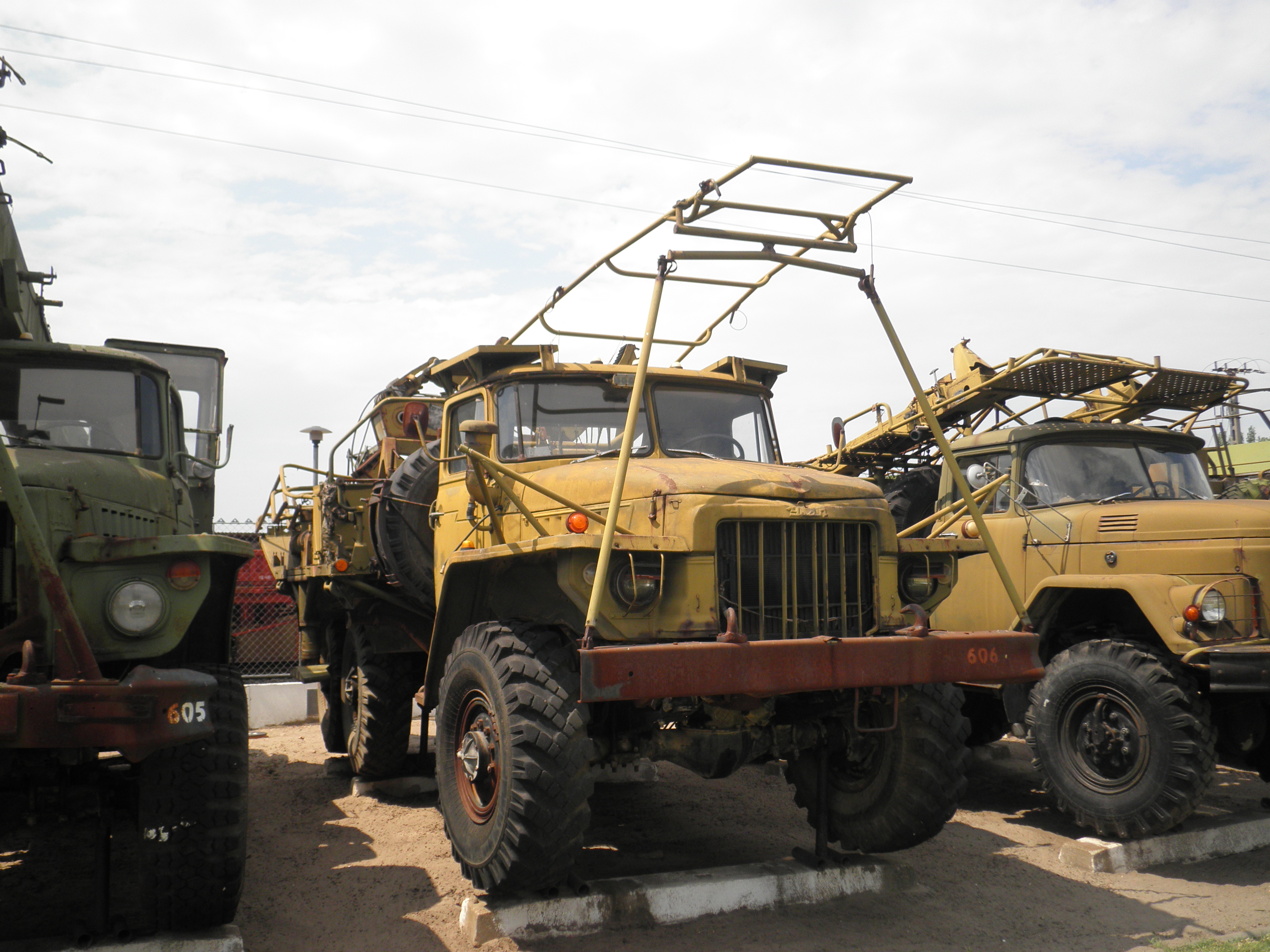
2T6 予備弾運搬/装填車 （ミサイルは搭載していない）
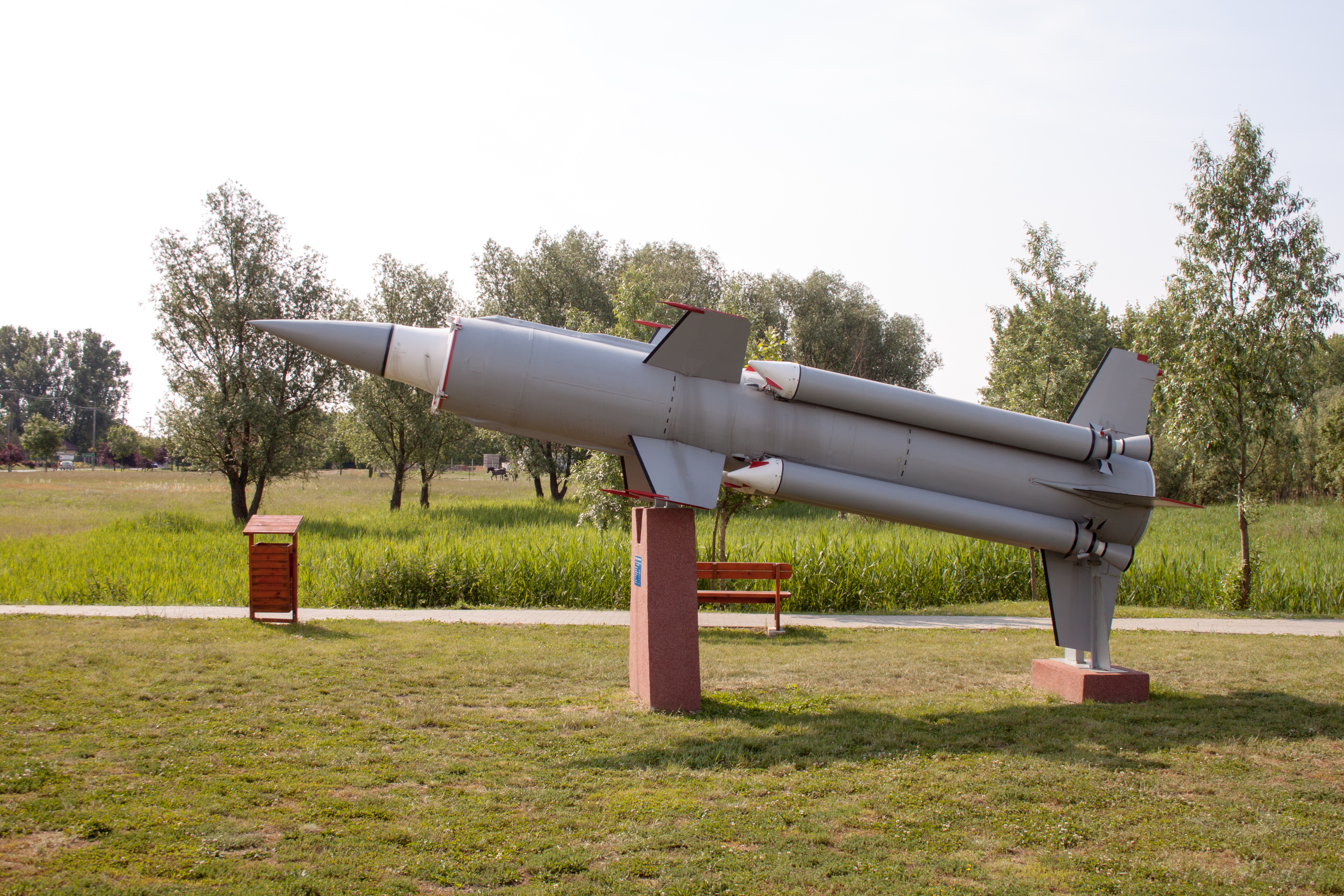
地上展示状態の9M8ミサイル本体

## 運用国

### 現用
- トルクメニスタン - 2024年時点で、トルクメニスタン空軍が2基の2K11を保有[1]。